# Flata stellaris
Flata stellaris är en insektsart som först beskrevs av Walker 1851.  Flata stellaris ingår i släktet Flata och familjen Flatidae. Inga underarter finns listade i Catalogue of Life.